# Wholly Foreign Owned Enterprise
Una Wholly Foreign Owned Enterprise (WFOE) è, in Cina, un mezzo di investimento per creare unità produttive o commerciali in territorio cinese. La WFOE si configura in diverse tipologie di cui la più popolare è la società a responsabilità limitata (Limited Liability Companies – LLC). Come indicato dal nome stesso di questa entità giuridica,  la WOFE, chiamata anche WFOE, è controllata al 100% da un investitore straniero.
A differenza di altri tipi di investimento previsti dalla legislatura nazionale, la caratteristica della WFOE è il fatto che non sia richiesta la presenza di un soggetto cinese in quanto sono di proprietà interamente straniera. Questo può risultare, per un'impresa estera interessata ad entrare nel mercato cinese, in un maggiore controllo sulla venture, evitando i problemi tipici di una joint venture: negoziazioni contrattuali, conflitti potenziali con l'altro partner nella venture, obbligo di condivisione di talune scelte strategiche.
Si ricorre spesso alle WFOE per produrre in Cina un prodotto straniero, per poi esportarlo in un altro paese. Infatti, una WFOE non ha la possibilità di distribuire i prodotti in Cina, sebbene sia stata creata recentemente una variante (Foreign Invested Commercial Enterprise) che ne ha invece la possibilità.

## Vantaggi
Il vantaggio principale di una WFOE è che, a differenza di altri strumenti come l'Ufficio di Rappresentanza o l'Ufficio Vendite, consente di operare e generare profitti in Cina. Una WFOE può infatti emettere i fapiao (fatture Cinesi), consentendo quindi all'azienda di svolgere attività produttive vere e proprie a non solo di marketing.  
Inoltre, la WFOE garantisce all'investitore straniero diritti quasi uguali a quelli di un imprenditore cinese.
Se gli investitori optano per una WFOE a responsabilità limitata (LLC), questi saranno responsabili solo per i capitali investiti. Grazie all'adesione alla World Trade Organization (WTO), la WFOE può operare anche come negozio al dettaglio o società commerciale.

## Svantaggi
D'altra parte, costituire una WFOE significa addentrarsi nel mercato cinese rinunciando ad appoggi più sicuri, come può essere un partner in una joint venture. Di conseguenza, la WFOE può faticare a creare un tessuto di guanxi, cioè "relazioni" personali con l'apparato burocratico e i soggetti del mercato, relazioni che in Cina sono molto importanti per portare avanti un'impresa.
Le tempistiche per la creazione di una WFOE possono anche richiedere 1/2 mesi, nella migliore delle ipotesi, e richiedono la presentazione della documentazione richiesta presso diversi organi competenti. La procedura è piuttosto macchinosa e molta della documentazione deve essere presentata in lingua cinese. Solitamente le aziende straniere si appoggiano a società specializzate che si occupano di tutta la procedura burocratica per aprire una WFOE in Cina.
In alcuni settori è vietata la costituzione di WFOE. In questi casi, peraltro limitati, si ricorre di solito all'alternativa della joint venture con un partner locale.